# Fire Safety Journal
Fire Safety Journal — рецензируемый научный журнал, публикующий статьи оригинальных и междисциплинарных исследований по всем аспектам науки и техники пожаров, пожарной безопасности и противопожарной защиты.
Ниже перечислены темы, по которым публикуются статьи в журнале:
- Химия и физика горения
- Динамика горения (включая взрывы газов)
- Активные противопожарные системы, включая обнаружение и подавление огня
- Пассивные методы защиты от огня, конструктивная защита
- Взаимодействие человека с огнём (физические, физиологические и психологические аспекты)
- Управление пожарной безопасностью
- Оценка и расчёты пожарного риска (в том числе приемлемость риска)
- Расследование причин пожаров
- Проектирование и конструирование (в том числе потребительских товаров, промышленных установок, транспорта, зданий и строений)
- Юридические аспекты пожарной безопасности
- Обучение пожарной безопасности

Это официальный журнал Международной ассоциации исследований по пожарной безопасности (англ. International Association for Fire Safety Science) и публикуется Elsevier.
Журнал предназначается для специалистов по технике пожарной безопасности, химиков, физиков, химиков-технологов, инженеров-строителей, инженеров-механиков, архитекторов, электротехников, следователей.
Профессор Дугал Дрисдэйл был редактором издания с 1989 по 2009 год. В настоящее время эту должность занимает Хосе Тореро.

## Реферирование и индексирование
Журнал реферируется и индексируется в Cambridge Scientific Abstracts, Chemical Abstracts Service, Compendex, Current Contents/Engineering, Engineered Materials Abstracts, Engineering Index, Fire Technology Abstracts, Materials Science Citation Index, PASCAL, Science Citation Index и Scopus.
Согласно Journal Citation Reports в 2012 году импакт-фактор журнала составлял 1,222.